# Догилева, Татьяна Анатольевна
Татьяна Анато́льевна Догилева (род. 27 февраля 1957, Москва) — советская и российская актриса и режиссёр театра и кино, писательница и телеведущая, народная артистка Российской Федерации (2000).

## Биография
Родилась 27 февраля 1957 года в деревне Ново-Михайловское Рузского района Московской области.
Училась в школе при Академии педагогических наук, в четырнадцать лет была принята в студию юного актёра при Центральном телевидении, в 1974 году поступила в ГИТИС, окончив его в 1978 году (курс В. П. Остальского). Училась на одном курсе с Виктором Сухоруковым и Юрием Стояновым, с которым некоторое время был у неё роман.
В 1978—1985 годах — актриса Московского театра имени Ленинского комсомола.
С 1985 года — актриса Московского драматического театра имени М. Н. Ермоловой. В августе 2012 года покинула театр имени М.Н. Ермоловой по собственному желанию, поскольку около 20 лет не выходила на сцену.
В 1998 году дебютировала как режиссёр, поставив спектакль «Лунный свет, медовый месяц».
С сентября 2006 по июнь 2007 года работала телеведущей дневного психологического ток-шоу «Две правды» на НТВ.

## Семья
Родители — Анатолий Михайлович и Анна Афанасьевна Догилевы.
Старший брат — Владимир Анатольевич Догилев (на 5 лет старше, умер в середине 1990-х годов), был инвалид с детства.
Первый муж (1978 год, в течение трёх месяцев) — Александр, поженились во время учёбы в ГИТИСе, познакомились на съёмках фильма «Безбилетная пассажирка», где он работал осветителем.
Второй муж (1986—2008) — Михаил Анатольевич Мишин (род. 1947), советский и российский писатель-сатирик, переводчик, драматург, сценарист и актёр, познакомились на съемках кинооперетты «Вольный ветер».
- Дочь — Екатерина Михайловна Ланн (Догилева) (род. 1994)[13], актриса. Окончила актёрские курсы в Кембридже, затем в 2015 году — Американскую академию драматического искусства в Нью-Йорке (США)[11][14][15].

## Общественная позиция
В декабре 2010 года активно выступила против строительства студией Н. С. Михалкова «ТриТэ» гостиницы в Малом Козихинском переулке, принимала участие в пикетировании стройки. 8 декабря 2010 была среди представителей различных общественных и политических организаций с лидером движения «Левый фронт» Сергеем Удальцовым, журналистом Андреем Новичковым и координатором коалиции «В защиту Москвы» Романом Ткачём, пришедших в префектуру ЦАО с попыткой сорвать встречу префекта с жителями Малого Козихинского переулка. Михалков пригрозил Догилевой немедленным исключением из Союза кинематографистов «за неуплату членских взносов».
В видеообращении, сделанном в марте 2011 года, выступила на стороне защитников Химкинского леса.
В феврале 2012 года вместе с другими градозащитниками препятствовала стройке в Большом Козихинском переулке.
В ноябре 2013 года в Интернете появилась её критика Егора Гайдара.
В марте 2014 года выступила против политики, проводимой президентом Путиным по отношению к Украине.

## Творчество

### Театральные работы

#### Московский государственный театр «Ленком»
1. «Жестокие игры». Режиссёр: М. А. Захаров — Нелли
2. 1978 — «Мои надежды» по пьесе М. Шатрова

#### Московский драматический театр имени М. Н. Ермоловой
1. 1985 — «Говори!», инсценировка А. М. Буравского по очеркам В. В. Овечкина «Районные будни», реж. В. В. Фокин
2. 1986 — «Спортивные сцены 1981 года» — Катя, по пьесе Э. С. Радзинского, реж. В. В. Фокин — пресса
3. «Шаткое равновесие» — Джулия, по пьесе Э. Олби, реж. В. Салюк
4. 1989 — «Наш Декамерон» — Мария, по пьесе Э. С. Радзинского, реж. Р. Г. Виктюк

#### Центральный академический театр Российской армии
1. 1994 — «Орестея» — Электра, по трилогии Эсхила, реж. П. Штайн — анонс, пресс-релиз

#### Театр Антона Чехова
1. «Чествование»

#### Театр имени Моссовета
1. «Двенадцатая ночь, или Всё равно что»
2. «Безобразная Эльза»

#### Антреприза Михаила Козакова
1. «Невероятный сеанс»

#### Московский театр-студия под руководством Олега Табакова
1. «Идеальный муж»

#### Независимый театральный проект
1. 2005 — «Госпиталь „Мулен Руж“»[23] Дани Лоран — Андриенна

### Актёрская фильмография
1. 1971 — Отдать швартовы! — радистка
2. 1973 — Представление начинается — сестра Лёни
3. 1973 — Ребята с нашего двора — Таня
4. 1978 — Безбилетная пассажирка — Нинка Бабайцева
5. 1978 — Поздняя встреча — Таня Гущина, дочь
6. 1978 — Несыгранная роль — Шура Берёзкина
7. 1980 — Я, ты и другие — Лена Макарова
8. 1981 — Безобразная Эльза (телеспектакль) — Эльза по прозвищу Санту
9. 1981 — День защиты хорошего человека — Марина
10. 1981 — Вакансия — Юлинька Кукушкина, сестра Полиньки
11. 1981 — Василий и Василиса — Настя, дочь Василия и Василисы
12. 1981 — Право руководить — Зойка
13. 1981 — Ришад — внук Зифы — Лейла
14. 1982 — Вокзал для двоих — Марина
15. 1982 — Кто стучится в дверь ко мне? — медсестра Вера
16. 1982 — Оставить след — Томка
17. 1982 — Покровские ворота — Светлана Попова, пловчиха
18. 1982 — Частная жизнь — Вика, подруга сына Абрикосова
19. 1983 — Вам телеграмма — Анна, разносчица телеграмм
20. 1983 — Вольный ветер — Пепита (поёт Елена Каменская)
21. 1983 — Дважды рождённый — Таня, медсестра
22. 1983 — Кое-что из губернской жизни — Наталья Степановна Чубукова / Ниночка Вихленева
23. 1983 — Нежданно-негаданно — Жанна Капустина
24. 1983 — Отцы и дети — Евдоксия Кукшина
25. 1983 — Петля — Катя Стрелецкая
26. 1983 — Фитиль (выпуск № 257, «Сваты»)
27. 1984 — Блондинка за углом — Надежда, продавщица гастрономического отдела
28. 1984 — Маленькое одолжение — Раиса
29. 1984 — Огни — Наталья Степановна — Кисочка
30. 1984 — Прохиндиада, или Бег на месте — Марина, дочь Любомудрова
31. 1985 — Из жизни Потапова — Элка, жена Потапова
32. 1985 — Личное дело судьи Ивановой — Михайлова
33. 1985 — Не ходите, девки, замуж — Валя Власкова, агроном
34. 1986 — Бармен из «Золотого якоря» — Анна, подруга Зверева; агент иностранной разведки
35. 1986 — Мой любимый клоун — Полина Челубеева
36. 1986 — Мы веселы, счастливы, талантливы! — Лариса
37. 1986 — Обида — продавщица сельпо Прасковья Петровна
38. 1986 — Путешествие мсье Перришона — Анита
39. 1987 — Жил-был Шишлов — Лариса Кирилловна Садофьева
40. 1987 — Забытая мелодия для флейты — медсестра Лида
41. 1987 — Говори... — Мария Сергеевна Борзова
42. 1987 — Фитиль (выпуск № 307, «Врача вызывали?»)
43. 1987 — Ералаш (выпуск № 65, сюжет «Урок»)[24] — учительница
44. 1989 — Брызги шампанского — Степанова, жена убитого солдата
45. 1990 — Яма — Тамара
46. 1990 — Афганский излом — Катя, медсестра
47. 1991 — Говорящая обезьяна — Наталья
48. 1991 — Линия смерти — Зоя Анатольевна, любовница генерала Киримова
49. 1991 — Охота на сутенёра — Марина
50. 1991 — Отель «Эдем» — прислужница Сатаны
51. 1992 — Одна на миллион — Даша
52. 1992 — Слава богу, не в Америке… — заложница
53. 1993 — Грешница в маске — ассистент хирурга
54. 1993 — Не хочу жениться! — Любовь Сергеевна Орлова, паспортистка в милиции
55. 1993 — Пчёлка — Елизавета-«Пчёлка», жена фальшивомонетчика
56. 1993 — Стрелец неприкаянный — Наталья Борисовна, бывшая жена Германа
57. 1994 — Жених из Майами — Она, последняя невеста
58. 1994 — Прохиндиада 2 — Марина
59. 1994 — Роман «a la Russo» — Люся
60. 1996 — Импотент — Вика, подруга Саши
61. 1996 — Привет, дуралеи! — Светлана, бывшая жена Юры, миллионерша
62. 1997 — Дети понедельника — Светлана Медякина, сестра Лидии
63. 1998 — Кто, если не мы — глава родительского комитета
64. 1999 — Восток-Запад — Ольга, соседка Головиных по коммунальной квартире, любовница Алексея
65. 2000 — Что нужно женщине — Нина
66. 2003 — Бульварный переплёт — Кира
67. 2003 — Огнеборцы — Марьяна
68. 2003 — Участок — Нюра Сущёва
69. 2004 — На вираже — Инна
70. 2005 — Виола Тараканова 2 — Милада Анакреонтовна Смолякова, писательница
71. 2005 — Гибель империи — хозяйка квартиры, мать Зины
72. 2005 — Жмурки — Галя, секретарша адвоката Борщанского
73. 2005 — Моя прекрасная няня — Наталья Канарейченко, актриса (серия 101 «Одна фальшивая родинка»)
74. 2005 — 2006 — Люба, дети и завод… — Любовь Орлова
75. 2005 — Не забывай — Ольга Сергеевна
76. 2005 — Плюс бесконечность — Ольга
77. 2006 — Заколдованный участок — Нюра Сущёва
78. 2007 — Ералаш (выпуск № 211, сюжет «Добро побеждает зло»)[25] — Анна Петровна, учительница
79. 2007 — Антидурь — Зинаида Сергеевна Мороз, полковник
80. 2007 — Бомжиха — Татьяна Николаевна Титова
81. 2007 — Сестрёнка — Анна Бороцкая
82. 2007 — Служба доверия — Вера
83. 2007 — 2009 — Буровая 2
84. 2008 — Девочка — Нина Валентиновна, воспитатель в колонии
85. 2008 — Жизнь, которой не было — Елена Алексеевна, мать Алексея Гусева
86. 2008 — Королева льда — Ирина Владимировна Семёнова, тренер по фигурному катанию
87. 2008 — Полианна
88. 2008 — Шальной ангел — Наталья, домработница Мощенко
89. 2009 — Бомжиха 2 — Татьяна Николаевна Титова
90. 2009 — 2014 — 118 секунд, до... и после — Любовь Копылова
91. 2009 — Мой — Галина Павловна Гордеева, режиссёр
92. 2010 — Единственный мужчина — Арина Пряхина
93. 2011 — Мексиканский вояж Степаныча — Елена Павловна Шелест, майор внешней разведки России
94. 2011 — Папаши — Мария Тучкова
95. 2011 — Пираньи
96. 2011 — Фарфоровая свадьба — Нина Петровна Утешина, мать Нины
97. 2012 — Ангел в сердце — Екатерина Алексеевна Круглова, мать Ксении
98. 2013 — Пятый этаж без лифта — Ирина Павловна, мать Бориса
99. 2013 — Тамарка — Маша, подруга Аллы
100. 2013 — Ёлки 3 — Марта Петровна, главный врач психиатрической больницы
101. 2014 — Боцман Чайка
102. 2014 — Манекенщица — тётя Клава
103. 2014 — 2016 — Свет и тень маяка — Ольга Владимировна Игнатьева
104. 2015 — Алёшкина любовь — Людмила Строганова, директор филармонии в Кустове
105. 2015 — Горизонт —  Анна
106. 2016 — Беби-бум — мать Галины
107. 2016 — Хороший мальчик — завуч в школе
108. 2016 — Джинн — Надежда
109. 2016 — Мавр сделал свое дело — мать Ольги
110. 2016 — Мамочки (серия № 43) — Регина Тимофеевна, соседка Юли и Ромы
111. 2016 — Третья жизнь Дарьи Кирилловны — Татьяна Леонидовна
112. 2017 — Брачные игры — Шура
113. 2017 — Жги! — Елена Александровна Сысоева, глава краевой комиссии по чрезвычайным происшествиям
114. 2017 — Еду как хочу (короткометражка) — дама
115. 2018 — О чём говорят мужчины. Продолжение — проводница в поезде
116. 2018 — Обычная женщина — Антонина Васильевна Лаврова, свекровь Марины
117. 2019 — Потерянный остров — Александра Петровна Степанова
118. 2019 — Склифосовский 7 — Елена Николаевна Полякова
119. 2020 — Окаянные дни (новелла «Братья») — Зоя Александровна, мать Паши и Саши
120. 2020 — Склифосовский 8 — Елена Николаевна Полякова
121. 2020 — Доктор Лиза — Танюха, бездомная
122. 2020 — Обычная женщина 2 — Антонина Васильевна Лаврова, свекровь Марины
123. 2021 — Отпуск — Алла Владимировна, мама Ларисы, бабушка Саши и Филиппа
124. 2021 — Золотая кровь. Чертолье — Аглая Тихоновна
125. 2021 — Золотая кровь. Чёртов кистень — Аглая Тихоновна
126. 2021 — Вампиры средней полосы — Ирина Витальевна Бредихина, заместитель главы города Смоленска, глава Хранителей
127. 2021 — Скрытые мотивы
128. 2021 — Рассвет на горе Адама (в производстве) — мать Олега
129. 2022 — Мира — пожилая жительница города
130. 2022 — Многоэтажка — Тамара Генриховна, старшая по подъезду
131. 2022 — Анна К — Агафья Михайловна
132. 2022 — Синдром жизни — Кира
133. 2022 — Я на перемотке! — Тамара Петровна (таксистка)
134. 2022 — Гид и большие соблазны — Нина
135. 2023 — Юра дворник — Бабаня
136. 2023 — Волшебный участок — Баба-Яга
137. 2024 — Последний богатырь. Наследие — Зеркальце
138. 2024 — Братья — мама Славика

### Режиссёрские работы

#### В театре
1. «Лунный свет, медовый месяц» (1998) — в антрепризе Михаила Козакова
2. «Московские страсти» — в антрепризе Михаила Козакова
3. «Не отрекаются, любя…» — в «Дуэте»
4. «Дама ждёт, кларнет играет…» — в «Дуэте»
5. «Падшие ангелы» — в «Дуэте»

#### Режиссёрская фильмография
1. 2007 — Лера
2. 2015 — Горизонт (короткометражка)

### Реклама
1. 2009 — «Совкомбанк»[26]

### Книги
- «Жизнь и приключения Светы Хохряковой»[27]. ISBN 978-5-17-069905-6.
- «Тогда, сейчас и кот Серёжа»

### Телевидение
1. «Утренняя почта» — ведущая (1985—1986).
2. «Две правды» — ведущая (2006—2007).

Принимала участие в съёмках клипа «Философский камень» рок-группы «Би-2».

### Озвучивание мультфильмов
1. 1989 — Счастливый старт-3 (в альтернативной версии — «В объятиях русской разведки») — Изольда Павлова
2. 1989 — Микко — сын Павловой — Изольда Павлова
3. 1989 — Надводная часть айсберга — Изольда Павлова
4. 1989 — Секретная океанская помойка — Изольда Павлова
5. 1990 — Счастливый старт-4 (в альтернативной версии — «Луч фиолетовой смерти») — Изольда Павлова
6. 1990 — Озеро на дне моря — Изольда Павлова
7. 1991 — Подводные береты — Изольда Павлова
8. 1997 — Ночь перед Рождеством — Оксана / императрица

## Признание и награды
- Звание Заслуженной артистки РСФСР (1989)[источник?].
- Премия «Кинотавр» за лучшее исполнение женских ролей (в фильме «Афганский излом») (1992)[источник?].
- Звание Народной артистки Российской Федерации (2000) — за большие заслуги в области искусства[28].
- Премия на кинофестивале «Золотой Феникс» за лучший дебют в качестве режиссёра за фильм «Лера» (2007)[источник?].
- Премия «Ника» за лучшую женскую роль второго плана («Доктор Лиза», 2021)[29].